# ماری مدیچی

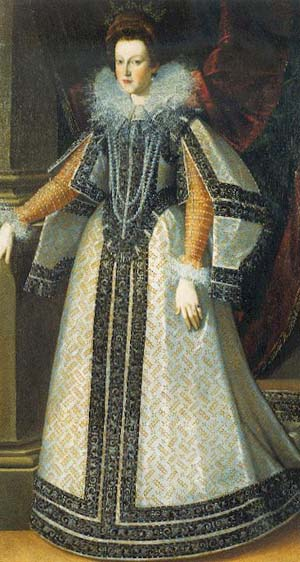
ماری مدیچی در سال ۱۵۹۵

ماری مدیچی (به ایتالیایی: Maria de' Medici) (زادهٔ ۲۶ آوریل ۱۵۷۵ – درگذشتهٔ ۳ ژوئیه ۱۶۴۲) از سال ۱۶۰۰ تا سال ۱۶۱۰ ملکه فرانسه و ناوار بود.
او ششمین فرزند فرانچسکوی اول مدیچی (۱۵۴۱–۱۵۸۷)، دوک بزرگ توسکانی و یوهانا اتریشی دختر فردیناند یکم، امپراتور مقدس روم بود و در فلورانس در خانوادهٔ بزرگ مدیچی به دنیا آمد. او در دسامبر سال ۱۶۰۰ به ازدواج هانری چهارم، پادشاه فرانسه درآمد و پس از مرگ همسرش در ماه مه سال ۱۶۱۰ تا سال ۱۶۱۷ به عنوان نایب‌السلطنهٔ پسرش، لوئی سیزدهم بر فرانسه حکومت کرد. وی پس از به قدرت رسیدن لوئی سیزدهم به مدت دو سال توسط او تبعید گشت و تا پایان زندگی‌اش در درگیری با پسرش به سر برد. او سالیان آخر عمرش را به سفر کردن در دربارهای مختلف اروپایی در آلمان و سپس در انگلستان گذراند بدون آن که هیچگاه بتواند به فرانسه بازگردد.
ماری مدیچی سرانجام در سال ۱۶۴۲ در شهر کلن جان سپرد و جنازه‌اش بدون مراسم بزرگی به فرانسه بازگردانده شد.